# Arguisuelas
Arguisuelas è un comune spagnolo di 146 abitanti situato nella comunità autonoma di Castiglia-La Mancia.